# Mohanūr
Mohanūr är en ort i Indien.   Den ligger i distriktet Namakkal och delstaten Tamil Nadu, i den södra delen av landet, 2 000 km söder om huvudstaden New Delhi. Mohanūr ligger 122 meter över havet och antalet invånare är 12 846.
Terrängen runt Mohanūr är platt, och sluttar söderut. Runt Mohanūr är det tätbefolkat, med 356 invånare per kvadratkilometer. Närmaste större samhälle är Karur, 12,9 km sydväst om Mohanūr. Omgivningarna runt Mohanūr är en mosaik av jordbruksmark och naturlig växtlighet.